# Sol Polito
Sol Polito, nato Salvatore Polito (Palermo, 12 novembre 1892 – Hollywood, 23 maggio 1960), è stato un direttore della fotografia italiano naturalizzato statunitense.

## Biografia
Sol Polito era registrato all'anagrafe palermitana come Salvatore Polito. Emigrò da bambino insieme ai suoi genitori e andò a vivere a New York. Dopo la scuola studiò per diventare fotografo e si accostò al cinema lavorando come assistente e come macchinista durante le riprese in un tirocinio che durò circa tre anni.
Durante l'epoca del muto, cambiò parecchi studi di produzione finché, nel 1927, non si stabilì al First National Studios cui l'anno dopo si aggiunse la Warner Bros., andando a formare un'unica compagnia. Benché non fosse ancora direttore della fotografia, Polito già si distingueva per la sua professionalità e per i suoi costanti tentativi di perfezionare le tecniche fotografiche dell'epoca. L'allora capo dello studio, Jack Warner, non approvava la spesa per la realizzazione di sofisticate fotografie o altri effetti, a meno che non li giudicasse indispensabili per il successo del film.
Le buone idee di Polito però trovarono spazio e cominciò a lavorare come vice direttore della fotografia sotto la protezione del connazionale Tony Gaudio. Insieme crearono lo stile fotografico dei grandi "crime movie" della Warner con una scelta stilistica che propendeva per una fotografia spoglia e priva di quella patina "glamour" che caratterizzava molti film di allora. Divenuto direttore della fotografia, provvide a rendere migliore il risultato del technicolor e si occupò di rendere ancora più intrigante l'immagine di Bette Davis sulla pellicola, creando quelle immagini di soffuso bianco e nero che si chiudono sul viso della diva e che si possono ammirare ancora oggi.
Oltre che per la Warner lavorò anche per la Paramount e per la Columbia e collaborò con numerosi registi e attori; fra i film cui prese parte, si ricordano Quarantaduesima strada (1933) di Lloyd Bacon, La foresta pietrificata (1936) con Bette Davis, Il conte di Essex (1939) con Errol Flynn che gli valse la candidatura all'Oscar, Il sergente York (1941) di Howard Hawks, sua seconda candidatura, e Arsenico e vecchi merletti (1944) di Frank Capra. Cinque anni più tardi si ritirò dalle scene e morì nel 1960.

## Filmografia parziale

### 1914
- Rip Van Winkle (1914)

### 1915
- Wildfire, regia di Edwn Middleton (1915)
- M'Liss, regia di O.A.C. Lund (1915)
- La farfalla... la donna (The Butterfly), regia di O.A.C. Lund (1915)
- The Cotton King, regia di Oscar Eagle (1915)
- A Butterfly on the Wheel, regia di Maurice Tourneur (1915)
- The Sins of Society , regia di Oscar Eagle (1915)

### 1916
- Fruits of Desire, regia di Oscar Eagle (1916)
- Fate's Boomerang, regia di Frank H. Crane (1916)
- Paying the Price, regia di Frank H. Crane (1916)
- The World Against Him, regia di Frank Hall Crane (1916)

### 1917
- The Runaway, regia di Dell Henderson (1917)
- Queen X, regia di John B. O'Brien (1917)
- Her Second Husband , regia di Dell Henderson (1917)

### 1918
- Who Loved Him Best?, regia di Dell Henderson (1918)
- The Heart of a Girl, regia di John G. Adolfi (1918)
- Her Husband's Honor, regia di Burton L. King (1918)
- Treason, regia di Burton L. King (1918)
- Ruling Passions, regia di Abraham S. Schomer (1918)
- The Reckoning Day, regia di Roy Clements (1918)

### 1919
- What Love Forgives, regia di Perry N. Vekroff (1919)
- The Love Defender, regia di Tefft Johnson (1919)
- Bill Apperson's Boy, regia di James Kirkwood (1919)
- Burglar by Proxy, regia di John Francis Dillon (1919)
- In Wrong, regia di James Kirkwood (1919)
- Are You Legally Married?, regia di Robert T. Thornby (1919)
- Should a Woman Tell?, regia di John E. Ince (1919)

### 1920
- The Right of Way, regia di John Francis Dillon (1920)
- Alias Jimmy Valentine, regia di Edmund Mortimer e Arthur Ripley (1920)
- The Price of Redemption, regia di Dallas M. Fitzgerald (1920)
- The Misleading Lady, regia di George Irving e George Terwilliger (1920)

### 1921
- The Roof Tree, regia di John Francis Dillon (1921)

### 1922
- Strength of the Pines, regia di Edgar Lewis (1922)
- Trimmed, regia di Harry Pollard (1922)
- The Loaded Door, regia di Harry A. Pollard (1922)

### 1923
- The Bishop of the Ozarks, regia di Finis Fox (1923)
- Mighty Lak' a Rose, regia di Edwin Carewe (1923)
- The Bad Man, regia di Edwin Carewe (1923)

### 1924
- Why Men Leave Home, regia di John M. Stahl (1924)
- The Lightning Rider, regia di Lloyd Ingraham (1924)
- The Siren of Seville, regia di Jerome Storm, Hunt Stromberg (1924)
- Roaring Rails, regia di Tom Forman (1924)
- A Cafe in Cairo, regia di Chet Withey (1924)
- The Flaming Forties, regia di Tom Forman (1924)

### 1925
- Soft Shoes, regia di Lloyd Ingraham (1925)
- The Crimson Runner, regia di Tom Forman (1925)
- Beyond the Border, regia di Scott R. Dunlap (1925)
- Silent Sanderson, regia di Scott R. Dunlap (1925)
- The Bad Lands, regia di Dell Henderson (1925)
- Paint and Powder, regia di Hunt Stromberg (1925)
- The People vs. Nancy Preston, regia di Tom Forman (1925)

### 1926
- The Seventh Bandit, regia di Scott R. Dunlap (1926)
- The Frontier Trail, regia di Scott R. Dunlap (1926)
- Senor Daredevil, regia di Albert Rogell (1926)
- Satan Town, regia di Edmund Mortimer (1926)
- The Unknown Cavalier, regia di Al Rogell (1926)

### 1927
- The Overland Stage, regia di Albert S. Rogell (1927)
- Somewhere in Sonora, regia di Albert S. Rogell (1927)
- The Land Beyond the Law, regia di Harry Joe Brown (1927)
- Lonesome Ladies, regia di Joseph Henabery (1927)
- Hard-Boiled Haggerty, regia di Charles Brabin (1927)
- Gun Gospel, regia di Harry Joe Brown (1927)

### 1928
- The Shepherd of the Hills, regia di Albert S. Rogell (1928)
- Burning Daylight, regia di Charles Brabin (1928)
- The Hawk's Nest, regia di Benjamin Christensen (1928)
- Heart to Heart, regia di William Beaudine (1928)
- Lasciatemi ballare! (Show Girl ), regia di Alfred Santell (1928)
- Burning Bridges, regia di James P. Hogan (1928)
- The Haunted House, regia di Benjamin Christensen
- The Border Patrol, regia di James P. Hogan (1928)
- I mari scarlatti (Scarlet Seas), regia di John Francis Dillon (1928)

### 1929
- Sette passi verso Satana (Seven Footprints to Satan), regia di Benjamin Christensen (1929)
- House of Horror, regia di Benjamin Christensen (1929)
- Ragazze d'America (Broadway Babies), regia di Mervyn LeRoy (1929)
- Rondine marina (The Man and the Moment), regia di George Fitzmaurice (1929)
- Letti gemelli (Twin Beds), regia di Alfred Santell (1929)
- Nel Mar dei Sargassi (The Isle of Lost Ships), regia di Irvin Willat (1929)
- Parigi, regia di Clarence G. Badger (1929)

### 1930
- No, No, Nanette, regia di Clarence Badger (1930)
- Vertigine del lusso (Playing Around), regia di Mervyn LeRoy (1930)
- Show Girl in Hollywood, regia di Mervyn LeRoy (1930)
- Numbered Men, regia di Mervyn LeRoy (1930)
- The Girl of the Golden West, regia di John Francis Dillon (1930)
- The Widow from Chicago, regia di Edward F. Cline (1930)
- Madonna of the Streets, regia di John S. Robertson (1930)
- Going Wild, regia di William A. Seiter (1930)

### 1931
- The Hot Heiress, regia di Clarence Badger (1931)
- Woman Hungry, regia di Clarence G. Badger (1931)
- Amor mio tradiscimi! (Big Business Girl) regia di William A. Seiter (1931)
- The Bargain, regia di Robert Milton (1931)
- Five Star Final, regia di Mervyn LeRoy
- The Ruling Voice, regia di Rowland V. Lee (1931)
- L'agguato dei sottomarini (Suicide Fleet), regia di Albert Rogell (1931)
- Local Boy Makes Good, regia di Mervyn LeRoy (1931)

### 1932
- Il vagabondo e la ballerina (Union Depot), regia di Alfred E. Green (1932)
- Fireman, Save My Child, regia di Lloyd Bacon (1932)
- I guai della celebrità (It's Tough to Be Famous), regia di Alfred E. Green (1932)
- Two Seconds, regia di Mervyn LeRoy (1932)
- The Dark Horse, regia di Alfred E. Green (1932)
- La cronaca degli scandali (Blessed Event), regia di Roy Del Ruth (1932)
- Three on a Match, regia di Mervyn LeRoy (1932)
- Io sono un evaso (I Am a Fugitive from a Chain Gang), regia di Mervyn LeRoy (1932)

### 1933
- Quarantaduesima strada (42nd Street), regia di Lloyd Bacon (1933)
- The Mind Reader, regia di Roy Del Ruth (1933)
- Lo zio in vacanza (The Working Man), regia di John G. Adolfi (1933)
- Dinamite doppia (Picture Snatcher), regia di Lloyd Bacon (1933)
- La danza delle luci (Gold Diggers of 1933), regia di Mervyn LeRoy (1933)

### 1934
- L'imprevisto (Hi, Nellie!), regia di Mervyn LeRoy (1934)
- Dark Hazard, regia di Alfred E. Green (1934)
- Wonder Bar, regia di Lloyd Bacon (1934)
- Madame du Barry, regia di William Dieterle (1934)
- Dr. Monica, regia di William Keighley, William Dieterle (1934)
- Abbasso le donne (Dames), regia di Ray Enright, Busby Berkeley (1934)
- Passeggiata d'amore (Flirtation Walk), regia di Frank Borzage (1934)
- Sweet Adeline, regia di Mervyn LeRoy (1934)

### 1935
- The Woman in Red, regia di Robert Florey (1935)
- La pattuglia dei senza paura ( )
- Canzoni appassionate (Go Into Your Dance), regia di Archie Mayo e, non accreditati Michael Curtiz e Robert Florey (1945)
- Follia messicana (In Caliente), regia di Lloyd Bacon (1935)
- L'ammiraglio (Shipmates Forever), regia di Frank Borzage (1935)
- La riva dei bruti (Frisco Kid), regia di Lloyd Bacon (1935)

### 1936
- La foresta pietrificata (The Petrified Forest), regia di Archie Mayo (1936)
- Colleen, regia di Alfred E. Green (1936)
- Sons o' Guns, regia di Lloyd Bacon (1936)
- La carica dei seicento (The Charge of the Light Brigade), regia di Michael Curtiz (1936)
- Three Men on a Horse, regia di (non accreditato) Mervyn LeRoy (1936)

### 1937
- Ready, Willing and Able, regia di Ray Enright (1937)
- Il principe e il povero (The Prince and the Pauper), regia di William Dieterle e William Keighley (1937)
- Invito alla danza (Varsity Show), regia di William Keighley (1937)

### 1938
- Occidente in fiamme (Gold Is Where You Find It), regia di Michael Curtiz (1938)
- La leggenda di Robin Hood (The Adventures of Robin Hood), regia di Michael Curtiz, William Keighley (1938)
- Gold Diggers in Paris, regia di Ray Enright (1938)
- Boy Meets Girl, regia di Lloyd Bacon (1938)
- La valle dei giganti  (Valley of the Giants), regia di William Keighley (1938)
- Gli angeli con la faccia sporca (Angels with Dirty Faces), regia di Michael Curtiz (1938)

### 1939
- La bolgia dei vivi (You Can't Get Away with Murder), regia di Lewis Seiler (1939)
- Gli avventurieri (Dodge City), regia di Michael Curtiz (1939)
- Confessioni di una spia nazista (Confessions of a Nazi Spy), regia di Anatole Litvak (1939)
- Sons of Liberty, regia di Michael Curtiz (1939)
- Il conte di Essex (The Private Lives of Elizabeth and Essex), regia di Michael Curtiz (1939)
- On Your Toes, regia di Ray Enright (1939)
- Four Wives, regia di Michael Curtiz (1939)

### 1940
- Carovana d'eroi  (Virginia City), regia di Michael Curtiz (1940)
- Lo sparviero del mare  (The Sea Hawk), regia di Michael Curtiz (1940)
- La città del peccato  (City for Conquest), regia di Anatole Litvak (1940)
- I pascoli dell'odio  (Santa Fe Trail), regia di Michael Curtiz (1940)

### 1941
- The Dog in the Orchard, regia di Jean Negulesco - cortometraggio (1941)
- Il lupo dei mari (The Sea Wolf), regia di Michael Curtiz (1941)
- Il sergente York (Sergeant York), regia di Howard Hawks (1941)
- Navy Blues, regia di Lloyd Bacon (1941)

### 1942
- Captains of the Clouds, regia di Michael Curtiz (1942)
- Le tre sorelle  (The Gay Sisters), regia di Irving Rapper (1942)
- Perdutamente tua (Now, Voyager), regia di Irving Rapper (1942)

### 1943
- This Is the Army
- L'amica (Old Acquaintance), regia di Vincent Sherman (1943)

### 1944
- Il pilota del Mississippi (The Adventures of Mark Twain), regia di Irving Rapper (1944)
- Arsenico e vecchi merletti (Arsenic and Old Lace), regia di Frank Capra (1944)

### 1945
- Il grano è verde (The Corn Is Green), regia di Irving Rapper (1945)
- Rapsodia in blu (Rhapsody in Blue), regia di Irving Rapper (1945)

### 1946
- Cinderella Jones, regia di Busby Berkeley (1946)
- L'anima e il volto (A Stolen Life), regia di Curtis Bernhardt (1946)
- Maschere e pugnali (Cloak and Dagger), regia di Fritz Lang (1946)

### 1947
- La disperata notte (The Long Night), regia di Anatole Litvak (1947)
- Non mi sfuggirai (Escape Me Never), regia di Peter Godfrey (1947)
- La voce della tortora (The Voice of the Turtle), regia di Irving Rapper (1947)

### 1948
- Il terrore corre sul filo (Sorry, Wrong Number), regia Anatole Litvak (1948)
- Anna Lucasta, regia di Irving Rapper (1949)